# Field Programmable Gate Array

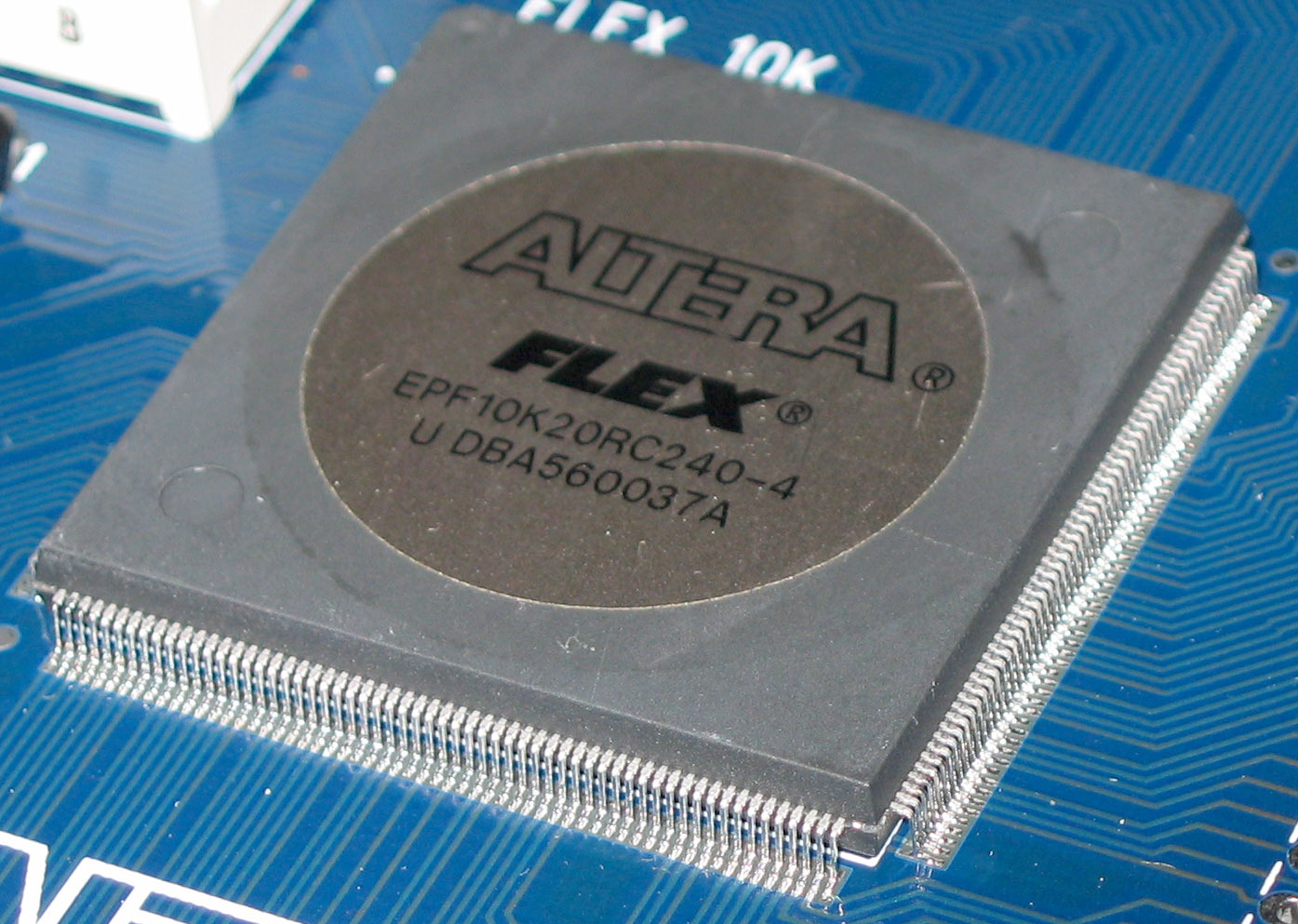
FPGA contenente 20.000 porte logiche

Un Field Programmable Gate Array (solitamente abbreviato in FPGA), in elettronica digitale, è un dispositivo logico programmabile  ovvero genericamente un dispositivo hardware elettronico 
formato da un circuito integrato le cui funzionalità logiche di elaborazione sono appositamente programmabili e modificabili tramite opportuni linguaggi di descrizione hardware.

## Storia
I componenti FPGA sono stati introdotti nella seconda metà degli anni '80 come terza generazione di PLD (Programmable Logic Device), sviluppati presso i laboratori della Harris Semiconductor. Ulteriori sviluppi vennero realizzati con le Read Only Memory, delle memorie CMOS e delle tecnologie antifuse che vennero tutte implementate in tali dispositivi. 
A partire dalla seconda metà degli anni '80, dopo i primi modelli prodotti da Altera e la realizzazione dell'XC2064 di Xilinx e l'implementazione della SRAM su larga scala negli anni '90, l’industria del settore ha avuto una forte espansione, grazie anche ai continui progressi tecnologici nel settore dei semiconduttori, raggiungendo nel 2005 una quota di mercato vicina ai 2 miliardi di dollari.

## Caratteristiche

### Tipologia
Esistono diversi tipi di FPGA, che comprendono sia dispositivi programmabili una sola volta, sia dispositivi riprogrammabili un grande numero di volte. I primi, detti OTP (One Time Programmable), sono costituiti da componenti il cui stato di funzionamento cambia in modo permanente, permettendo di mantenere la configurazione allo spegnimento del dispositivo. Alla seconda categoria appartengono i dispositivi basati su tecnologia SRAM (Static Random Access Memory), i quali devono essere riprogrammati ad ogni accensione, avendo una memoria di configurazione volatile.
I circuiti FPGA sono elementi che presentano caratteristiche intermedie rispetto ai dispositivi ASIC (Application Specific Integrated Circuit) da un lato e a quelli con architettura PAL (Programmable Array Logic) dall'altro. L'uso di componenti FPGA comporta alcuni vantaggi rispetto agli ASIC: si tratta infatti di dispositivi standard la cui funzionalità da implementare non viene impostata dal produttore, il quale può quindi produrre su larga scala a basso prezzo. La loro genericità li rende adatti a un gran numero di applicazioni in ambito consumer, comunicazioni, automotive eccetera. Essi sono programmati direttamente dall'utente finale, consentendo la diminuzione dei tempi di progettazione, di verifica mediante simulazioni e di prova sul campo dell'applicazione. Il grande vantaggio rispetto agli ASIC è che permettono di apportare eventuali modifiche o correggere errori semplicemente riprogrammando il dispositivo in qualsiasi momento. Per questo motivo sono utilizzati ampiamente nelle fasi di prototipizzazione, in quanto eventuali errori possono essere risolti semplicemente riconfigurando il dispositivo. L'ambiente di progettazione è anche più user-friendly e di relativamente facile apprendimento. Di contro, per applicazioni su grandi numeri sono antieconomici, perché il prezzo unitario del dispositivo è superiore a quello degli ASIC (i quali hanno spesso, però, più elevati costi di progettazione).
Il costo di tali dispositivi è oggi in rapida diminuzione: ciò li rende sempre di più una valida alternativa alla tecnologia standard cell. Usualmente vengono programmati con linguaggi come il Verilog o il VHDL, ma non bisogna dimenticare la modalità "schematic-entry", che consente un approccio veloce e semplificato a tale tecnologia pur essendo di pari potenzialità. Molte case costruttrici (ad esempio Xilinx e Altera) forniscono gratuitamente sistemi di sviluppo che supportano quasi tutta la loro gamma di prodotti. 
Grazie alla versatilità di questi processori si stanno allargando i campi di utilizzo in diversi settori per i quali queste schede inizialmente non erano state progettate: ad esempio per l'attività di mining delle criptovalute, un campo inizialmente combattuto solo dai processori ASIC e dalle GPU.

### Le principali tecnologie
- SRAM - Tecnologia basata su tecnologia a memoria statica CMOS, in uso. Le SRAM-FPGA sono programmabili e riprogrammabili molte volte, e richiedono l'utilizzo di dispositivi esterni per essere configurate.
- Antifusibile - Circuiti programmabili una sola volta (One-time programmable); CMOS.
- PROM - Circuiti programmabili una sola volta; obsoleta.
- EPROM - I dispositivi basati su tecnologia EPROM possono essere riprogrammati mediante la cancellazione dei dati precedentemente configurati con radiazione ultravioletta. CMOS; obsoleta.
- EEPROM - A differenza dei precedenti circuiti, la cancellazione dei dati avviene per via elettrica.
- Flash - Tecnologia EPROM basata su memoria flash, si tratta di dispositivi che possono essere riprogrammati. Solitamente una cella di memoria flash è più piccola di una equivalente cella EEPROM, ed è anche meno costosa da fabbricare. CMOS.
- Fusibile - Circuiti programmabili una sola volta; bipolare; obsoleta.

## Struttura

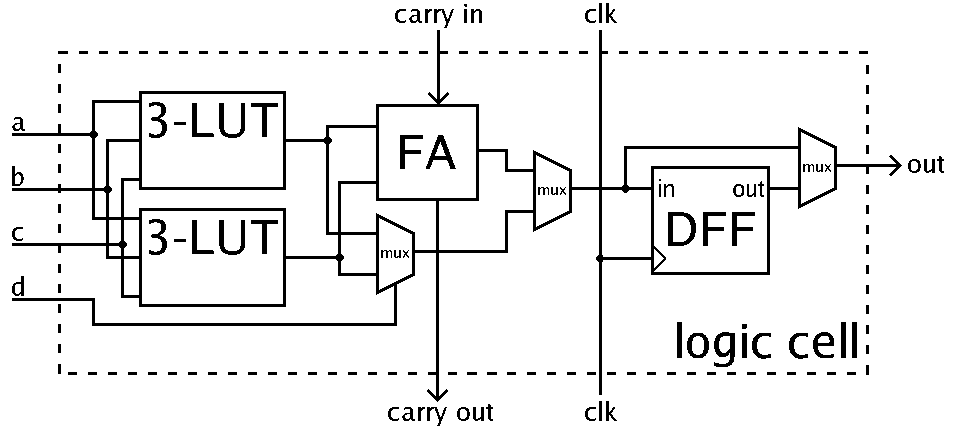
Descrizione semplificata di una logic cell, in cui sono mostrate due LUT a 3 input, un full-adder (FA) e un flip-flop di tipo D.

Le matrici di scambio (switch matrix) sono costituite da pass-transistor programmabili finalizzati all'instradamento dei segnali all'interno dell'organizzazione matriciale che costituisce l'FPGA

La struttura di un FPGA è in generale costituita da una matrice di blocchi logici configurabili, detti CLB (Configurable Logic Blocks), connessi fra loro attraverso interconnessioni programmabili. Ai margini di tale matrice vi sono i blocchi di ingresso/uscita, detti IOB (Input Output Block). I CLB realizzano le funzioni logiche, l'insieme di interconnessioni li mette in comunicazione, mentre gli IOB si occupano dell'interfacciamento del circuito con l'esterno. All'interno di tale matrice sono presenti anche altri tipi di risorsa, come i DCM (Digital Clock Manager), che generano il segnale di clock, la rete che trasporta il segnale di clock dai flip-flop ai CLB ed altre risorse di calcolo, come ad esempio le ALU (Arithmetic Logic Unit), e risorse di memoria distribuita. Ciascuno di questi elementi costitutivi ha un modello di funzionamento specifico, che riveste notevole importanza nella comprensione del corretto funzionamento del dispositivo.

### Blocchi logici configurabili
I blocchi CLB sono composti solitamente da due o quattro celle logiche (logic cell), che eseguono le operazioni booleane. Ogni logic cell è solitamente composta da una o più LUT (Look-up Table) programmabili. Le LUT sono utilizzate per implementare funzioni booleane generalizzate, e sono solitamente accompagnate da un registro. L'insieme di questi elementi è detto logic cell, e rappresenta uno dei parametri più importanti nella valutazione della potenzialità di un FPGA.
I CLB possono essere connessi fra loro, permettendo così di realizzare funzioni booleane complesse. Le LUT sono composte da una memoria SRAM da 16 bit e da un multiplexer a 4 ingressi: una volta configurate possono generare qualsiasi funzione logica a quattro ingressi ciascuna. Vi sono anche le interconnessioni relative alla logica di set/reset e chip enable, ai segnali di clock, e ai segnali provenienti dalle altre slice del dispositivo. La scelta di utilizzare LUT a soli quattro ingressi risiede nel fatto che la complessità di una LUT cresce esponenzialmente all'aumentare del numero di ingressi, e risulta dunque poco gestibile.
Raggruppare insieme alcune LUT in un CLB e di connetterle con una rete locale di interconnessioni consente infatti una maggiore velocità, dovuta al fatto che questi tipo di interconnessione è più veloce di quella generale tra blocchi logici distinti. Il CLB è inoltre dimensionato al fine di ottimizzare il numero di connessioni locali e globali in funzione dell'area occupata: CLB troppo grandi implicano che l'area necessaria per le interconnessioni locali superi quella risparmiata grazie al raggruppamento delle LUT contenute in esse. Lungo il perimetro dei blocchi logici vi sono infine i pin di ingresso e uscita, collegati all'interconnessione adiacente tramite transistor programmabili.

### Blocchi di ingresso/uscita
I blocchi di ingresso/uscita si occupano della gestione dei segnali da e verso l'esterno del FPGA attraverso il controllo dei pin del chip. Nei dispositivi Xilinx, per esempio, ogni IOB controlla un pin che può essere configurato come input, output, bi-direzionale o tri-state. Posizionati lungo il perimetro della matrice di CLB, gli IOB della famiglia Virtex sono composti da flip-flop dedicati alla sincronizzazione dei dati, da multiplexer che gestiscono i segnali in modalità DDR (Double Data Rate) e da buffer per la gestione dei diversi standard logici. I buffer permettono inoltre di controllare la rapidità di commutazione del segnale, detta velocità di risposta, per comunicazioni in alta frequenza con i dispositivi esterni, mentre il buffer in ingresso è a soglia programmabile per consentire l'interfacciamento del dispositivo FPGA con diversi standard logici quali TTL, CMOS o PCI. Sono inoltre presenti delle resistenze di pull-up/pull-down che permettono di caratterizzare lo stato del piedino nelle situazioni di alta impedenza.

### Linee di interconnessione
Le linee di interconnessione hanno invece il compito di mettere in comunicazione le diverse risorse del dispositivo. Si possono distinguere due tipi di interconnessione: le linee fisse e le matrici di scambio, dette anche switch matrix. Le linee fisse si dividono in linee "corte" e linee "lunghe": le linee "corte" sono interconnessioni che connettono CLB adiacenti, minimizzando il ritardo del segnale; le linee "lunghe" consentono invece di mettere in comunicazione risorse fra loro distanti 6 CLB tramite percorsi non configurabili, che non attraversano le matrici di scambio e che sono pertanto caratterizzati dal non introdurre ritardi significativi. Le matrici di scambio, infine, sono reti di pass-transistor programmabili e comunicanti. In un dispositivo SRAM-FPGA le linee di interconnessione sono fisse, e ciò che viene programmato sono le connessioni fra linee diverse: la maggior parte delle interconnessioni avvengono fra due lati diversi delle matrici di scambio, e sono abilitate da pass-transistor.

## Utilizzo
Tali dispositivi consentono la realizzazione di funzioni logiche anche molto complesse, e sono caratterizzati da un'elevata scalabilità. Questo tipo di tecnologia ha assunto un ruolo sempre più importante nell'elettronica industriale così come nella ricerca scientifica. Grazie al continuo progredire delle tecniche di miniaturizzazione, le capacità di tali dispositivi sono aumentate enormemente nel corso di due soli decenni, durante i quali si è passati da poche migliaia di porte logiche a qualche milione di porte logiche per singolo dispositivo FPGA.
Integrata con componenti AI engine, le ultime schede riconfigurabili hanno trovato spazio in applicazioni di intelligenza artificiale, con lo scopo di unire flessibilità, prestazioni ed efficienza energetica in un unico dispositivo .

## Dati sulla diffusione

### Cronologia dell'incremento sull'utilizzo
Andamento negli anni del numero di porte logiche presenti su circuiti FPGA:
- 1982: 8192 porte logiche; Burroughs Advances Systems Group; processore S-Type 24 bit per I/O riprogrammabili.
- 1987: 9,000 porte logiche, Xilinx
- 1992: 600 000 porte logiche, Naval Surface Warfare Department
- 2000-2010: Milioni.
- 2019: 10.2 milioni (Intel Stratix GX 10M)

Dimensione del mercato:
- 1985: Il primo dispositivo FPGA in commercio è stato XC2064 di Xilinx.
- 1987: 14 000 000 $
- ~1993: >385 000 000 $
- 2005: 1.9 miliardi di dollari.[2]
- 2010: 2.75 miliardi.[2]
- 2020: si stima un mercato di 8.5 miliardi di dollari.

### I principali produttori
Xilinx e Altera al 2014 erano i due maggiori fabbricatori di FPGA. Le due aziende sono rivali "storiche", e insieme controllano oltre l'80% del mercato.
Sia Xilinx sia Altera forniscono il relativo software di sviluppo per Windows e Linux, in versioni gratuite o a pagamento, e con licenza proprietaria. Questo software consente l'implementazione della logica nel dispositivo e rende possibile la gestione delle singole risorse. Tra gli altri produttori vi sono Lattice Semiconductor (dispositivi SRAM con memorie flash integrate) Actel (ora Microsemi, produce dispositivi antifuse), SiliconBlue Technologies, Achronix, e QuickLogic. Nel marzo 2010, Tabula annuncia l'introduzione della propria tecnologia basata su logica time-multiplexed.